# ناحیه کیگگوا
ناحیه کیگگوا (به لاتین: Kyegegwa District) یک منطقهٔ مسکونی در اوگاندا است که در استان غربی، اوگاندا واقع شده‌است. ناحیه کیگگوا ۱٬۷۴۷ کیلومتر مربع مساحت و ۱۵۹٬۸۰۰ نفر جمعیت دارد و ۱٬۴۰۰ متر بالاتر از سطح دریا واقع شده‌است.